# Maja Schöne
Maja Schöne (Stuttgart, 1976) es una actriz de cine, teatro y televisión alemana, reconocida internacionalmente por interpretar el papel de Hannah Kahnwald en la serie de televisión Dark.

## Carrera
Maja inició su carrera en el telefilme alemán Schluss mit lustig!. Acto seguido se le pudo ver en una gran cantidad de series de televisión en su país, apareciendo a finales de la década de 2000 en algunas producciones cinematográficas como Buddenbrooks, Summertime Blues y Zarte Parasiten. Tras aparecer en la serie Tatort entre 2005 y 2015, en 2017 logró el reconocimiento internacional al integrar el reparto principal de la serie de televisión de Netflix Dark, en la que interpreta el papel de Hannah Kahnwald.

## Filmografía

### Cine y televisión
- 2001: Schluss mit lustig!
- 2004: Cowgirl
- 2004: Der Traum vom Süden
- 2005: Tatort
- 2007: Polizeiruf 110
- 2008: Buddenbrooks
- 2008: 1. Mai
- 2009: Zarte Parasiten
- 2009: Wanna Be
- 2009: Summertime Blues
- 2010: KDD
- 2011: Polizeiruf 110
- 2011: Der Brand
- 2012: Stralsund
- 2013: Bella Block: Hundskinder
- 2014: Sternstunde ihres Lebens
- 2015: Blochin
- 2017: Neu in unserer Familie
- 2017: Dark